# Essentials (álbum de Major Lazer)
Essentials es el primer álbum de grandes éxitos del grupo de música electrónica estadounidense Major Lazer. Fue lanzado el 19 de octubre de 2018, con el fin de celebrar el décimo aniversario de su debut. Contiene éxitos como Lean On (Con MØ y DJ Snake) All my Love (Con Ariana Grande y Machel Montano), Light It Up (Con Nyla y Fuse ODG), Cold Water (Con Justin Bieber) y Know No Better (Con Travis Scott, Camila Cabello y Quavo).

## Lista de canciones
1. Blow That Smoke (feat. Tove Lo)
2. Lean On (feat. MØ & DJ Snake)
3. Cold Water (feat. Justin Bieber & MØ)
4. Light It Up (feat. Nyla & Fuse ODG) [Remix]
5. Know No Better (feat. Travis Scott, Camila Cabello & Quavo)
6. Sua Cara (feat. Anitta & Pabllo Vittar)
7. Watch Out for This (feat. Busy Signal, The Flexican & FS Green) [Bumaye]
8. Powerful (feat. Ellie Goulding & Tarrus Riley)
9. Pon de Floor (feat. Vybz Kartel)
10. Hold the Line (feat. Mr. Lex & Santigold)
11. Keep It Goin' Louder (feat. Nina Sky & Ricky Blaze)
12. All My Love (feat. Ariana Grande & Machel Montano) [Remix]
13. Original Don (feat. The Partysquad) [Flosstradamus Remix]
14. Get Free (feat. Amber Coffman)
15. Run Up (feat. PARTYNEXTDOOR & Nicki Minaj)
16. Jah No Partial (feat. Flux Pavilion)
17. Be Together (feat. Wild Belled)
18. Bubble Butt (feat. Bruno Mars, Tyga & Mystic)
19. Jet Blue Jet (feat. Leftside, DJ GTA, Razz & Biggy)
20. Come on to Me (feat. Sean Paul)
21. Boom (feat. MOTi, Ty Dolla $ign, Wizkid & Kranium)
22. Orkant / Balance Pon It (feat. Babes Wodumo & Taranchyla)
23. Loyal (feat. Kizz Daniel & Kranium)
24. All My Life (feat. Burna Boy)
25. Tied Up (feat. Mr Eazi, RAYE & Jake Gosling)